# إطلاق النار في دايتون 2019
وقع إطلاق نار جماعي في منطقة أوريغون التاريخية في وسط مدينة دايتون بولاية أوهايو في 4 أغسطس 2019. وقتل عشرة أشخاص، من بينهم مرتكب الجريمة، وأصيب 26 آخرون على الأقل بجروح. قتل المسلح من قبل الشرطة بعد مواجهة قصيرة. كان الهجوم هو إطلاق النار الجماعي الثاني في الولايات المتحدة في 24 ساعة، بعد إطلاق نار جماعي في إل باسو، تكساس، في اليوم السابق.

## الحادث
بعد الساعة الواحدة صباحا بقليل، أفاد شهود عيان أن المسلح المشتبه به فتح النار عند مدخل نيد بيبرز بار بعد أن حرم من الدخول. بعد أقل من دقيقة من بدء إطلاق النار، وصل ضباط إنفاذ القانون إلى مكان الحادث واشتبكوا مع المسلح. بعد مواجهة، قتل المسلح بالرصاص، بعد أقل من دقيقة من بدء إطلاق النار.

## الضحايا
ادى الهجوم هذا لمقتل 9 أشخاص وقامت الشرطة بقتل المنفذ واصابة 27 شخص، ذكرت وسائل الاعلام أن 6 من القتلى هم السود الافارقة الاصل واثنان من البيض ومن بينهم اخت الجاني الوحيدة ميغان بيتس وإضافة إلى شاب من اصل عربي اسمه سعيد صالح.

## الجاني
منفذ الهجوم هو شاب حاصل على رخصة حمل السلاح اسمه كونور ستيفن بيتس وعمره 24 سنة. معروف في مواقع التواصل الاجتماعي أرائه المؤيدة لليسارية والاشتراكية ولحركة أنتيفا وهو معارض لدونالد ترامب ومؤيد لإليزابيث وورين ولبيرني ساندرز وهو محب لموسيقى الميتال روك ومبجل للشيطان ومعجب بالأنمي. وجدت له تغريدات أيضاً مناهضة لوكالة إنفاذ قوانين الهجرة والجمارك بالولايات المتحدة وللشرطة الأمريكية ألذين وصفهم بالوحوش. حسب سجله عن الحكومة الفيدرالية لم يكن له أي مخالفات قانونية سوى مخالفات مرورية بسيطة. ذكر زملاء له أنه طرد من المدرسة الثانوية لسوء سلوكه بعد اكتشاف تأليفيه لقائمة عن الأشخاص ألذي يود أن يقتلهم ويغتصبهم. أحد زملائه ذكر أنه كان ضحية تنمر في المدرسة وبسبب ذلك خطط بقيامه بعملية اطلاق نار في المدرسة، وذكر أنه كان يتم وصفه بكاره النساء وبالبلطجي وأنه كان دائماً ما يفزع النساء في المدرسة،
 أثناء تفتيش منزله وجدت الشرطة ومكتب التحقيقات الفيدرالي اهتمامه بقتل الناس لكنهم لم يجدوا له أي نزعات عنصرية أو سياسية. ولم تعرف الشرطة حتى الآن إذا ما كان قتله لشقيقته عن سبق الإصرار أو عشوائي. بالإضافة إلى الاسلحة التي حملها اثناء الهجوم ارتدى الجاني قناع ودرع واقي وحامي اذنين. وذكر أنه حصل سلاح نصف آلي اشتراه عن طريق الإنترنت من تكساس وتم نقله عن طريق وسيط إلى أوهايو.

## ردود الفعل
- غرد ترامب في تويتر بعد الحادثة وقال: فليرعى الله أهل ألباسو وليرعى الله أهل دايتون.[15]
- شكرت عمدة مدينة دايتون نان والي شرطة المدينة لتصرفها السريع في التصدي للمهاجم وانها منعت مزيدا من الضحايا.[16]
- ندد السيناتور الجمهوري عن ولاية أوهايو روب بورتمان بالهجوم وشدد على وقف أعمال العنف العديمة الإحساس، فيما ندد أيضاً حاكم الولاية مايك ديواين وذاكرا صلواته للضحايا ولعوائلهم.[17]
- العضوة في مجلس نواب أوهايو من الحزب الجمهوري كانديس كيلر لامت في مقالتها تدمير قيم العائلة التقليدية وعنف ألعاب الفيديو وتشريع الماريجوانا وسياسة الحدود المفتوحة وعدم احترام المحاربين القدامى والشرطة وسياسة المدارس الفاشلة وزيادة موجة معاداة السامية في ازدياد جرائم القتل الجماعي في الولايات المتحدة.[18]
- السيناتور الديمقراطي عن الولاية شيرود براون ذكر أن الصلوات والافكار غير كافية وانه يجب الفعل، داعياً رئيس مجلس الشيوخ ميتش مكونيل لبدأ تشريع قوانين حمل سلاح آمنة.[19]
- دولياً ندد البابا فرنسيس في خطاب له في ساحة القديس بطرس بهجومي إلباسو ودايتون وندد ما يحصل بالناس العزل ومصليا لأرواح ضحايا الهجومين.[20]